# Homestuck
Homestuck är en internetserie av den amerikanske serietecknaren Andrew Hussie som började den 13 april 2009. Serien handlar om en grupp barn som börjar spela ett spel tillsammans och hamnar i en rad olika situationer. Serien behandlar teman som att växa upp, kärlek och vänskap. Senare har serien även fått en dag tillägnad sig av fans och Andrew Hussie, datumet är 13 april, alltså samma dag som internetserien startade.

## Handling
Den 13 april 2009 är John Egberts trettonde födelsedag. John har en ganska tråkig födelsedag fram tills att han får spelet Sburb BETA. Sburb är ett spel som inspirerats av The Sims, Spore och EarthBound, och som kan påverka verkligheten. John börjar spela med sin vän Rose Lalonde som efter att bland annat ha slängt ut Johns badkar på gräsmattan lyckas få igång en kedja händelser som leder till att en meteor slår ner vid hans hus och starten av jordens undergång. I sista sekunden teleporteras Johns hus in i en annan dimension där han får reda på att spelet Sburb går ut på att ta sig upp till planeten Skaia, där ett evigt krig rasar mellan gott och ont. Om han och hans vänner tar sig upp till Skaia och besegrar den svarta kungen och drottningen där, kommer de att få en belöning. Det visar sig sedan att belöningen är att de får skapa och härska över ett nytt universum.
John och Rose inleder ett samarbete med sina vänner Dave Strider och Jade Harley för att kunna klara av spelet tillsammans. De får kontakt med en art utomjordingar som kallas troll, som tidigare spelade en omgång Sburb och i den vevan skapade barnens universum. Trollen både hjälper och förstör för barnen, som de kan kontakta genom en chattklient och välja att chatta med när som helst i deras tidslinje. Efter att en serie händelser leder till att den ondskefulle Jack Noir, en ärkeagent från planeten Derse, blir oslagbar bestämmer de sig för att genomföra något som kallas för "The Scratch" som går ut på att bokstavligen repa ytan på en CD för att starta om sin spelomgång.
I samband med att detta görs flyr barnen och trollen från sitt nuvarande universum till det nya för att undvika att utplånas. En ny Sburb-omgång börjar i det nya universumet med barnen Jane Crocker, Jake English, Roxy Lalonde och Dirk Strider som är alternativa versioner av de tidigare barnens genetiska föräldrar.
Lord English är en odödlig varelse som kan dyka upp var som helst och har kraften att förstöra hela universum. Dock är det bara en teknikalitet att han dyker upp på en plats eftersom han alltid redan är där. Medan de nya barnen spelar sin omgång Sburb fokuserar de andra på att försöka hitta ett sätt att vinna över Lord English, The Condesce (trollens före detta kejsarinna som nu är drottning över Derse) och Jack Noir, som lyckades fly från sitt universum.
John utvecklar Retconkrafter, som gör att han kan teleportera till när och var som helst i berättelsen och ändra den. Barnen och trollens plan misslyckas, och alla förutom Roxy Lalonde, John Egbert och trollet Terezi Pyrope dör. John lär sig hantera sin retconkraft och får instruktioner av Terezi för att kunna ändra tidslinjen, innan hon själv dör. John följer dessa instruktioner och skapar en ny tidslinje där planen lyckas och The Condesce och Jack Noir besegras, men trollet Vriska och Lord English blir spårlöst försvunna efter deras strid. De återstående spelarna återförenas och stiger in i deras nya universum tillsammans.

## Figurer

### Barn

#### Pre-Scratch

##### John Egbert
John Egbert är en trettonårig pojke som bor med sin pappa (som egentligen är hans halvbror) i västra USA. I spelet har John planeten Land of Wind and Shade och titeln Heir of Breath. Han använder hammare som vapen och kan även använda vindkrafter längre fram i spelet. Genetisk är han bror till Jade Harley och son till sitt universums Jane Crocker (Nanna) och Jake English (Grandpa). John är den första av de fyra Pre-Scratch-barnen att introduceras. Senare får han Retconkrafter, som gör att han kan vara varsomhelst, närsomhelst, och använder detta för att förhindra sina vänners död.

##### Rose Lalonde
Rose Lalonde är även tretton år gammal och bor tillsammans med sin mamma i ett stort hus. Hennes planet är Land of Light and Rain och hennes titel Seer of Light. Hennes vapen är stickpinnar som hon senare kan använda för att använda kraftig magi med. Hon är genetiskt syster till Dave Strider och dotter till sitt universums versioner av Roxy Lalonde (Mom) och Dirk Strider (Bro).

##### Dave Strider
Dave Strider bor i en lägenhet tillsammans med sin bror som egentligen är hans genetiska pappa. Han gillar att rappa och gör även serien Sweet Bro and Hella Jeff. Daves planet är Land of Heat and Clockwork och hans titel är Knight of Time. Hans främsta vapen är svärd och han kan resa i tiden. 

##### Jade Harley
Jade Harley bor ute på en ö i Stilla havet med sin hund Becquerel och sin morfar Jake English uppstoppade lik. I spelet har hon planeten Land of Frost and Frogs och titeln Witch of Space. Hon använder gevär som vapen. Hon kan teleportera sig själv vart hon vill och kan ändra storleken på fysiska objekt. Genetiskt är hon syster till John Egbert.

#### Post-Scratch

##### Jane Crocker
Jane Crocker är efter-Scratchuniversumets version av Johns farmor Nanna. Här är hon istället ung och Sburb-spelare, och John och Jade är genetiskt hennes avkomma. Hon är arvtagerska till Crockercorp, världens största företag. På grund av detta utsätts hon för mordförsök, bland annat med en bomb i brevlådan. På grund av sina krafter som Maid of Life kan hon återuppliva sig när sådant inträffar. Hon använder skaffel som vapen. Hennes planet är Land of Crypts and Helium. Hon är hemlighetsfullt förälskad i Jake English.

##### Roxy Lalonde
Roxy Lalonde är en alternativ version av Roses mamma och Rose och Daves genetiska mor. Hon bor 400 år framåt i tiden tillsammans med Dirk Strider, men hon kan ändå kommunicera med Jane och Jake med hjälp av en chattklient och spela Sburb med dem. Precis som sin motsvarighet i originaluniversumet tycker hon om alkohol och är ofta berusad. Hennes titel är Rogue of Void och hennes planet är Land of Pyramids and Neon. Som vapen använder hon gevär. Hon har romantiska känslor för Dirk Strider.

##### Dirk Strider
Dirk Strider är efter-Scratchuniversumets version av Daves storebror och Rose och Daves genetiska far. Han bor tillsammans med Roxy 400 år fram i tiden och gillar robotar. Han bor i en lägenhet tillsammans med sina två robotar Squarewave och Sawtooth. Han är även en brony. Hans vapen är svärd och hans titel och planet är Prince of Heart och Land of Tombs and Krypton. Dirk har byggt en automatisk svararrobot som de andra stör sig på. Han och Jake English blir senare ihop.

##### Jake English
Jake English är efter-Scratchuniversumets version av Jades morfar och likt Jade bor på en liten ö i Stilla havet. Han gillar äventyr och filmer. Han pratar en väldigt avancerad engelska och låter nästan som någon överdriven brittisk stereotyp. Hans vapen är två pistoler, hans titel är Page of Hope och hans planet Land of Mounds and Xenon. Jake är inspirerad av Lara Croft och blir sedan ihop med Dirk Strider, men han har också romantiska känslor för Aranea Serket.

### Beta-trollen

#### Pre-Scratch

##### Aradia Megido
Aradia, även känd under användarnamnet apocalypseArisen är ett av de tolv trollen. Hon är fascinerad av döden och kan ibland höra dödas andar, något som förstärktes när hon själv dog i en olycka. Trots att hon är död klarar hon av att spela Sgrub (Trollens motsvarighet till Sburb) utmärkt och var den som hittade koden som gjorde att Sollux Captor kunde skapa spelet. Hon är inspirerad av Indiana Jones och precis som han använder hon en piska som vapen. Hennes titel är Maid of Time och hon representerar Väduren i zodiaken. Hon är klassificerad som en "lowblood" på grund av sitt vinröda blod.

##### Tavros Nitram
Tavros har titeln Page of Breath och användarnamnet adiosToreador. Han tycker om att spela rollspel, något som leder till en tragisk olycka när Vriska under en rollspelssession använder sina mentala förmågor för att få honom att hoppa från en klippa. Detta leder till att han skadar underkroppen och att han behöver en rullstol. Senare kapar Kanaya av hans ben med en motorsåg och låter Equius bygga ett par robotben till honom. Det är oklart vad Tavros och Vriska egentligen har för relation, då de ibland har kärleksfulla ögonblick tillsammans samtidigt som Vriska är ansvarig för både hans olycka och hans död. I zodiaken representerar han Oxen och är klassificerad som en "lowblood" på grund av sitt bronsfärgade blod.

##### Sollux Captor
Sollux representerar Tvillingarna och skapade även Sgrub i trollens session. Motivet med Tvillingarna återkommer ofta hos honom då han har två par horn, två "drömjag" och även använder twinArmageddons som användarnamn. Han har starka psioniska krafter, något som ofta kommer till användning. Tyvärr utnyttjar Vriska detta för att få honom att döda Aradia. Hans döda kropp används senare tillsammans med Eridans av Gamzee för att skapa Erisolsprite. Sollux titel är Mage of Doom och är klassificerad som en "lowblood" på grund av sitt gula blod.

##### Karkat Vantas
Karkat är "ledaren" för trollen och deras Sgrub-session. Han använder användarnamnet carcinoGeneticist när han chattar med andra. Trots att han ofta är extremt otrevlig, högljudd och svär mycket är han riktigt snäll innerst inne. Han är det första trollet som både läsarna och de andra rollfigurerna får kontakt med. I början framstår han som väldigt osympatisk, men han visar sig senare ha haft goda avsikter och hjälper gärna till där det behövs. Karkat använder sig av ett väldigt fantasifullt sätt att svära. Till skillnad från de övriga trollen är Karkats textfärg inte samma som hans blodsfärg. Hans blod är ljusrött eftersom han är mutant, vilket gör att han gömmer sin blodfärg eftersom mutanter avrättas. Hans onormala blodfärg kan ha en koppling till hans titel som Knight of Blood. I zodiaken representerar han Kräftan. Han har romantiska känslor för Terezi Pyrope.

##### Nepeta Leijon
Nepeta, även känd som arsenicCatnip, representerar Lejonet. Till skillnad från de övriga trollen bor hon i en grotta istället för ett hus. Hon älskar katter och använder gärna kattskämt i sina konversationer. Hon rollspelar med andra karaktärer, vilket inte alla tycker är lika roligt som hon gör, och ritar upp möjliga förhållanden bland sina vänner på en av väggarna i grottan. Nepeta är hemligt förälskad i Karkat. Hennes intresse för romans hänger troligtvis ihop med hennes titel Rogue of Heart. Hon är även en skicklig jägare och är till och med stark nog för att tackla sin bästa vän Equius. Hon blir senare mördad av Gamzee i ett försök att hämnas Equius död. Hon är också klassificerad som en "midblood" på grund av sitt olivfärgade blod. 

##### Kanaya Maryam
Kanaya representerar Jungfrun i zodiaken och kallar sig själv för grimAuxilliatrix. Hon har ett starkt modeintresse och blir ofta iblandad i sina vänners relationer som en medlare. Som ett av de få troll med jadefärgat blod är det hennes uppgift att hålla trollrasen vid liv genom att mata Mother Grub, den varelse som föder nya troll. Efter att deras session misslyckas dör denna och Kanaya försöker rädda trollrasen med hjälp av ett ägg som kommer att föda en ny Mother Grub. Ägget förstörs av Eridan som även mördar Kanaya i samma veva. Trots att hon till största delen är ett snällt troll är det bäst att hålla sig på god fot med henne då hon efter att ha blivit mördad av Eridan återuppstår som vampyr (eller rainbow drinker som trollen kallar det), slår ner Vriska och Gamzee och hugger Eridan i två delar med en motorsåg. Kanaya och Rose har romantiska känslor för varandra och inleder ett förhållande senare. Kanayas titel är Sylph of Space.

##### Terezi Pyrope
Terezi, även känd under användarnamnet gallowsCalibrator. Terezi är ett troll som är blind men kan både lukta och smaka för att kunna se. Hon gillar att rita och måla och gillar helst färgen röd vilket gör att hon har utvecklat romantiska känslor för både Dave Strider och Karkat Vantas (vars blodfärg är röd). Terezis attityd förändras beroende på vem hon pratar eller chattar med. Terezi gillar också att rollspela som Redglare vilket har en koppling till hennes förfader vid namn Neophyte Redglare. Terezis titel är Seer of Mind, hon representerar Vågen i zodiaken och är klassificerad som en "midblood" på grund av sitt blågröna blod.

##### Vriska Serket
Vriska, även känd som arachnidsGrip, representerar Skorpionen. Enligt många av hennes så kallade "vänner" är hon utan tvekan en bitch. Hon brukar oftast bli lätt uttråkad och kommer på massor av dåliga erbjudanden som hon kan göra med sina kompisar. Hon kan manipulera folk väldigt enkelt och kan också styra folk och troll med sina sinneskrafter. Hon gillar att rollspela som sin förfäder Marquise Spinneret Mindfang, en pirat som plundrade och snodde andras ägodelar. På grund av detta fick Vriska intresse för att bli liksom en pirat och har därför en egen piratstil. Hennes titel är Thief of Light och hon är klassificerad som en "midblood" på grund av sitt azurblåa blod. Hon har först känslor för John Egbert, men slutar med det när hon hade dejtat med en John från en alternativ tidslinje.

##### Equius Zahhak
Equius har titeln Heir of Void och användarnamnet centaursTesticle. Han gillar att bygga robotar och dricka mjölk, men eftersom Equius är så stark kan han inte hålla i mjölkglaset utan att krossa det i tusentals bitar. Han gillar inte troll som har lägre blod än vad han har, särskilt inte "lowbloods". Han är rädd för Gamzee Makara, mest på grund av att Gamzee har högre blod än vad Equius har och på grund av att båda deras förfäder kom in konflikt. Equius bästa vän är Nepeta Leijon. I zodiaken representerar han Skytten och är klassificerad som en "highblood" på grund av sitt indigofärgade blod.

##### Gamzee Makara
Gamzee representerar Stenbocken och har användarnamnet terminallyCapricious. Gamzee är en sorts clown eller Juggalo som cyklar på enhjulingar, jonglerar med klubbor och äter soper slime-pajer. På grund av att han äter Soper Slime-pajer förblir han drogad och lugn. Om han inte har ätit en paj på länge blir han nykter, galen och försöker döda folk. Hans bästa vän är Karkat Vantas. Gamzees titel är Bard of Rage och är klassificerad som en "highblood" på grund av sitt lila blod.

##### Eridan Ampora
Eridan, även känd som caligulasAquarium. Eridan bor tillsammans med Feferi i havet och gillar historiska ledare, erövrare, militärhistoria och magi. Han har ett trollspö som sitt vapen, men förnekar att magi existerar. Eridan har ursprungligen känslor för Feferi Peixes, men Feferi delade inte dessa känslor. Hans avundsjuka leder till slut till Feferis död. Hans titel är Prince of Hope. Han representerar Vattumannen i zodiaken och är klassificerad som en "highblood" på grund av sitt violetta blod.

##### Feferi Peixes
Feferi representerar Fiskarna i zodiaken och kallar sig själv för cuttlefishCuller. Feferi är en väldigt optimistisk och modig person. Likt Eridan bor hon under havets yta. Hon skapar i ett romantiskt förhållande med Sollux Captor, vilket till slut leder till att hon mördas av en avundsjuk Eridan. När Feferi dog ändrades även hennes personlighet lite. Hon började kaxa sig mot Jade Harley och gjorde ett spratt med Vriska Serket för skojs skull. Feferis titel är Witch of Life och på grund av sitt fuchsiafärgade blod är hon arvinge till tronen.

### Cheruber

#### Calliope
Calliope är en av de två Cheruber ALPHA-barnen har kontakt med. Hon ser ALPHA- och BETA-barnen som sina hjältar och har skrivit massor av fanfiction om dem, där många av dem innehåller även hennes egen karaktär Callie som representerar henne själv som Troll. Hon klär ut sig till Callie varje gång hon träffar någon av barnen eftersom hon tycker hennes naturliga utseende är fult. Hon tycker mycket om att rita och gör det ofta i samband med sina olika berättelser. Calliope delar kropp med sin elaka tvillingbror Caliborn som är raka motsatsen till henne och han brukar lämna fula saker åt henne när hon sover. Calliope vill försöka spela Sburb tillsammans med sin bror, men han vägrar och mördar henne innan de startar sin gemensamma session. Hennes närmaste vän är Roxy Lalonde som har kommit och hälsat på henne mer än en gång.

#### Caliborn
Caliborn är den andre av de två Cheruberna ALPHA-barnen har kontakt med. Till skillnad från sin syster ser han ner på ALPHA- och BETA-barnen och ser sig själv som deras gud, Han tycker Calliopes skrivande är fånigt och att hennes teckningar är värdelösa, däremot tycker han själv om att rita, men är väldigt dålig på det. Det enda ALPHA-barnet han har någon positiv syn på är Dirk, mest på grund av att han ritar vad Caliborn säger. Caliborn delar ursprungligen kropp med Calliope, men Calliborn mördar senare sin syster och tar full kontroll över kroppen. Caliborn blir senare den mäktige Lord English och letar konstant efter sin systers själ för att kunna döda henne permanent. Caliborn har ett behov av att förstöra saker precis som Jack Noir och tycker därför om honom.

### Alphatrollen / Dancestors
Alphatrollen är de genetiska förfäderna till beta-trollen. De bodde på samma planet som beta-trollen, men istället för Alternia hette den Beforus. Alpha-trollen förlorade också spelet, men fick alternativet att starta om hela sessionen så att beta-trollen kunde bli dem som spelade istället. De valde att spränga sig själva så att deras själar kunde leva vidare efter omstarten.

#### Damara Megido
Aradias genetiska förfäder. Hon hade en relation med Rufioh, men blev sur efter att han lämnade henne för Horuss. Hon är Meenahs ärkefiende och talar japanska, som oftast översätts till något sexuellt. Hennes titel är Witch of Time.

#### Rufioh Nitram
Tavros genetiska förfäder. Han var ledare för en stam och hade en relation med Damara, men lämnade Damara för Horuss. Han försöker vid flera tillfällen göra slut med Horuss, men lyckas aldrig. Hans titel är Rogue of Breath.

#### Mituna Captor
Solluxs genetiska förfäder. Mituna har alltid en hjälm och älskar att åka skateboard och åka snabbt, men kraschar alltid med huvudet. Han har hjärnskada och pratar på ett sätt så att andra inte kan förstå honom. Han är ihop med Latula Pyrope, som har likadana intressen. Hans titel är Heir of Doom.

#### Kankri Vantas
Karkats genetiska förfäder och Alphatrollens före detta ledare. Han brukar prata mycket och ser oftast till att de andra inte förolämpar varandra, vilket de andra alltid stör sig på, speciellt Karkat. Porrim tar hand om honom som en son, något Kankri oftast stör sig på. Hans titel är Seer of Blood.

#### Meulin Leijon
Nepetas genetiska förfäder. Hon är mer som Alpha trollens "matchmaker" och bryr sig mycket om kärlek. Hon var en gång ihop med Kurloz Makara och förblev nära vän till honom. Hon är döv eftersom Kurloz hade en mardröm en gång när de sov tillsammans, och han skrek så högt att hon förlorade hörseln, och Kurloz valde att sy igen sin mun. Hon kan fortfarande förstå de andra genom att se deras läppars rörelser, och hon kommunicerar med Kurloz via teckenspråk. Hennes titel är Mage of Heart.

#### Porrim Maryam
Kanayas genetiska förfäder. Precis som Kanaya så har hon intresse i mode och hon har en moderlig attityd mot Kankri, vilket han oftast stör sig på. Hon var tidigare ihop med Aranea. Hennes titel är Maid of Space.

#### Latula Pyrope
Terezis genetiska förfäder. Hon har en "radikal" attityd och hennes intressen inkluderar skateboarding. Hon dejtar Mituna Captor. Hon är handikappad precis som Terezi, men istället för synen så förlorade hon luktsinnet. Hennes titel är Knight of Mind.

#### Aranea Serket
Vriskas genetiska förfäder. Hon är väldigt intelligent och gillar att beskriva saker för andra. Hon var aldrig riktigt populär bland sina vänner, men hade en bra vänskap med Meenah. Likt Vriska så har hon kraften att ta över andra med sinneskrafter, men hennes är mycket starkare och kan ta över hela arméer. Hon var tidigare ihop med Porrim. Hennes titel är Sylph of light.

#### Horuss Zahhak
Equius genetiska förfäder. Horuss är väl utbildad inom robotteknik. Precis som Equius är han väldigt stark och har ett stort intresse för hästar. Han är också Rufiohs pojkvän. Hans titel är Page of Void.

#### Kurloz Makara
Gamzees genetiska förfäder. Kurloz pratar inte eftersom han sydde igen sin mun efter att han hade råkat göra Meulin döv. Han kommunicerar genom teckenspråk, men han kan också ta över specifika personer, som Meulin. Hans titel är Prince of Rage.

#### Cronus Ampora
Eridans genetiska förfäder. Cronus är alltid desperat för uppmärksamhet och brukar göra falska hot om självmord, vilket andra stör sig på. Han har också en tendens att antingen flörta eller mobba andra. Han klär sig som en människa och låtsas ha identitetsproblem om sin art. Hans titel är Bard of Hope.

#### Meenah Peixes
Feferis genetiska förfäder. Meenah skulle vara nästa Kejsarinna av Alpha-trollens planet, men hon sprang iväg och gömde sig innan dess. Hon är väldigt girig och störs lätt av andra. Det var hon som kom upp med idén att spela spelet och försökte göra så att trollen blev mer aggressiva mot varandra så att de kunde spela bättre, vilket misslyckades. Hon blir förälskad i Karkat på grund av hans arga attityd, och hon blir senare ihop med en död Vriska, men lämnar henne för att slåss mot Lord English. Hennes ärkefiende är Damara och hennes bästa vän är Aranea. Hennes titel är Thief of Life.